# George Dzundza
George Dzundza (Rosenheim, Baviera; 19 de julio de 1945) es un actor estadounidense nacido en Alemania. Es más conocido por interpretar al Sargento Max Greevey en la primera temporada de la serie de televisión Law & Order.

## Biografía
Dzundza (se pronuncia "ZUHN-za") nació en Rosenheim, Alemania. Pasó los primeros años de su vida desplazado en Alemania, con su padre de origen ucraniano, madre polaca y un hermano. Antes de emigrar a Estados Unidos en 1956, su familia vivió en Ámsterdam por algunos años. Dzundza acudió a la universidad St. John's, estudiando discurso y artes del teatro.

## Filmografía

### Cine y televisión
- The Chosen One (2010)
- Grey's Anatomy (2006)
- Superman: Brainiac Attacks (2006)
- Stargate SG-1 Threads (2005)
- National Lampoon's Adam & Eve (2005)
- Hack (2002)
- City by the Sea (2002)
- Above Suspicion (2000)
- Instinct (1999)
- Jesse (1998)
- Batman: Sub Zero
- Species II (1998)
- The Limbic Region (1997)
- Un gato del FBI (1997)
- Trading Favors (1997)
- The New Batman Adventures (1997)
- Superman: The Animated Series (1996)
- Marea roja (1995)
- Mentes peligrosas (1995)
- Batman: The Animated Series (1992)
- Basic Instinct (1992)
- The Butcher's Wife (1991)
- Impulse (1990)
- Law & Order (1990)
- White Hunter Black Heart (1990)
- Cross of Fire (1989)
- The Beast (1988)
- No Way Out (1987)
- No Mercy (1986)
- Brotherly Love (1985)
- The Execution of Raymond Graham (1985)
- Best Defense (1984)
- Act of Passion - The Lost Honor of Kathryn Beck
- Streamers (1983)
- A Long Way Home (1981)
- Salem's Lot (1979)
- The Deer Hunter (1978)

## Premios y distinciones
Festival Internacional de Cine de Venecia
| Año  | Categoría                 | Película | Resultado |
| ---- | ------------------------- | -------- | --------- |
| 1983 | Copa Volpi al mejor actor | Desechos | Ganador   |